# Johan Hesselius (jurist)
Johan (Johannes) Hesselius, född 22 juni 1736, död 5 maj 1800, var en svensk jurist och ämbetsman.
Hesselius var medlem av Utile Dulci och invaldes den 25 november 1774 som ledamot nr 64 av Kungliga Musikaliska Akademien.